# ایستگاه راه‌آهن نقاب
ایستگاه راه‌آهن نقاب مربوط به دورهٔ پهلوی است و در شهرستان جوین، بخش مرکزی واقع شده و این اثر در سال ۱۳۹۹ خورشیدی با شمارهٔ ثبت ۳۲۸۴۰ به‌عنوان یکی از آثار ملی ایران به ثبت رسیده است.